# Arkady Kubickiego

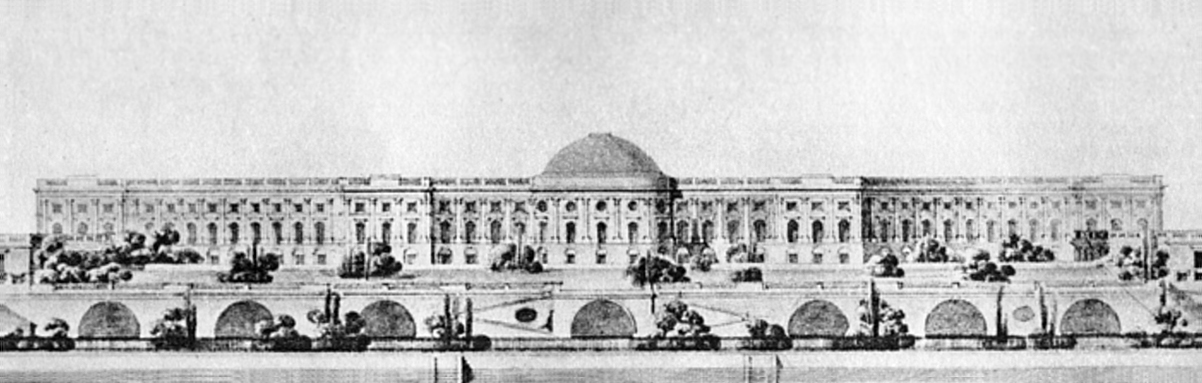
Arkady Kubickiego na projekcie przebudowy wschodniej elewacji Zamku Królewskiego w Warszawie, autorstwa Jakuba Kubickiego, z lat 1816−1818

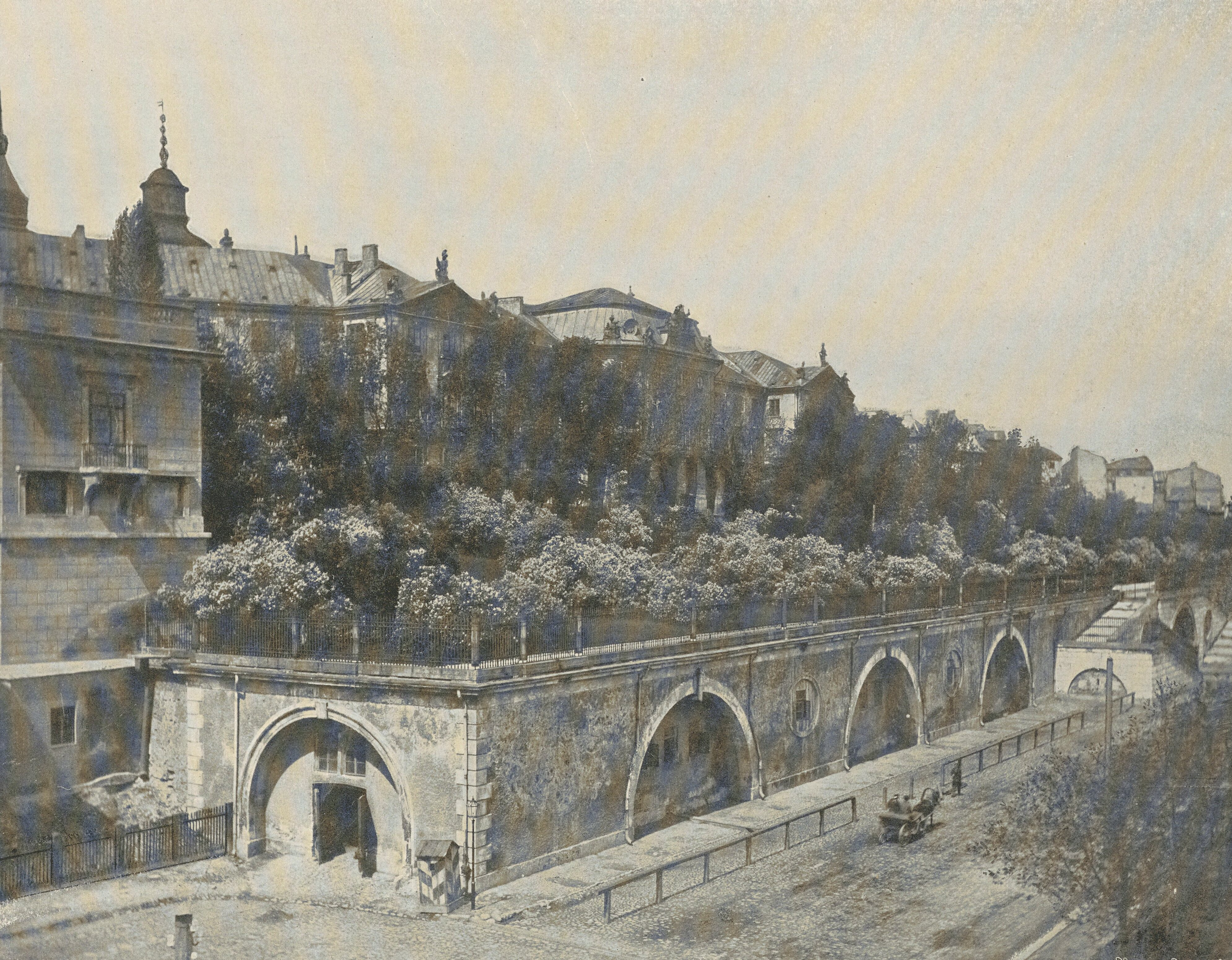
Widok arkad przed 1899

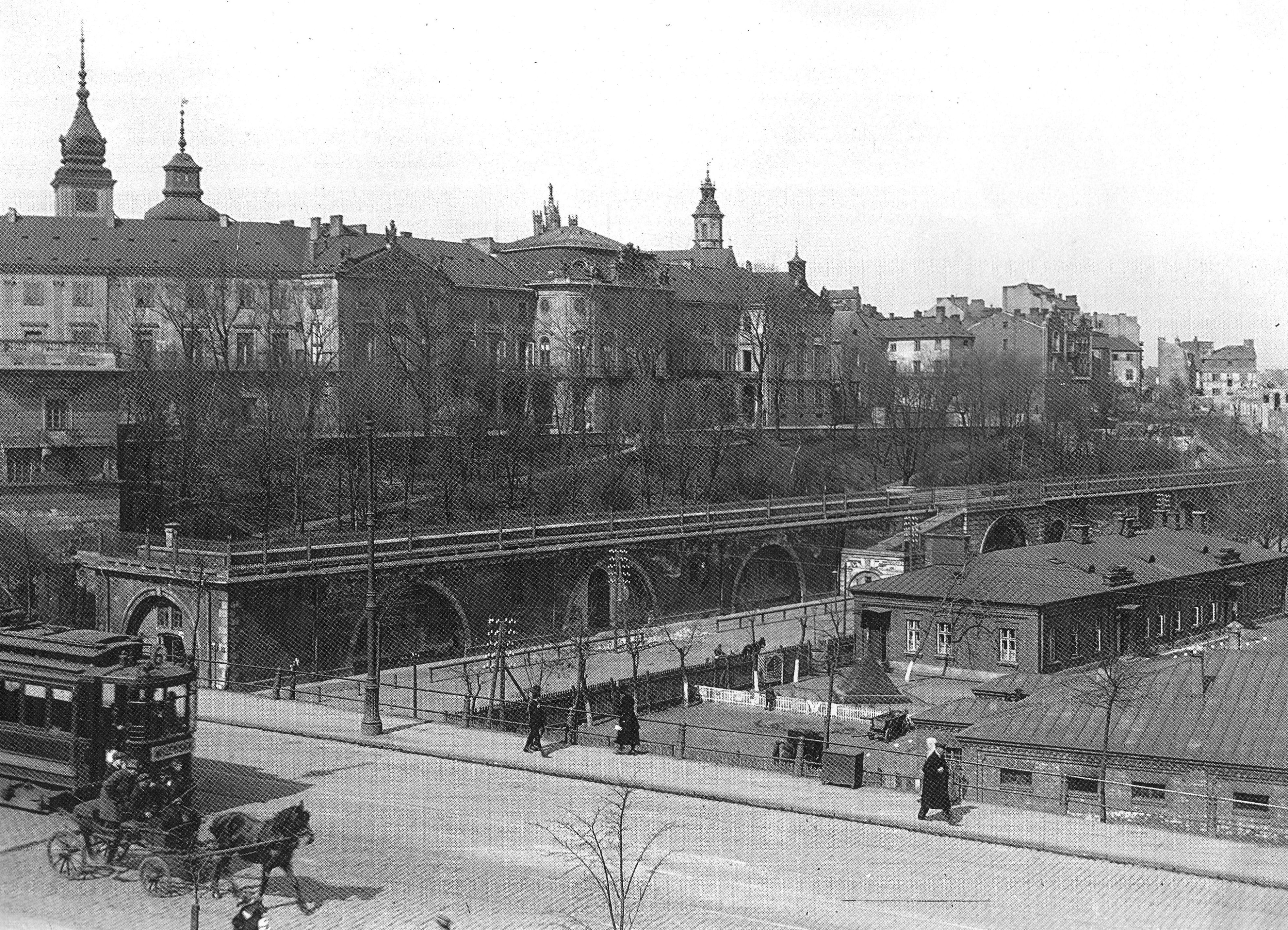
Widok zamku w okresie międzywojennym od strony ul. Nowy Zjazd z widocznymi Arkadami Kubickiego

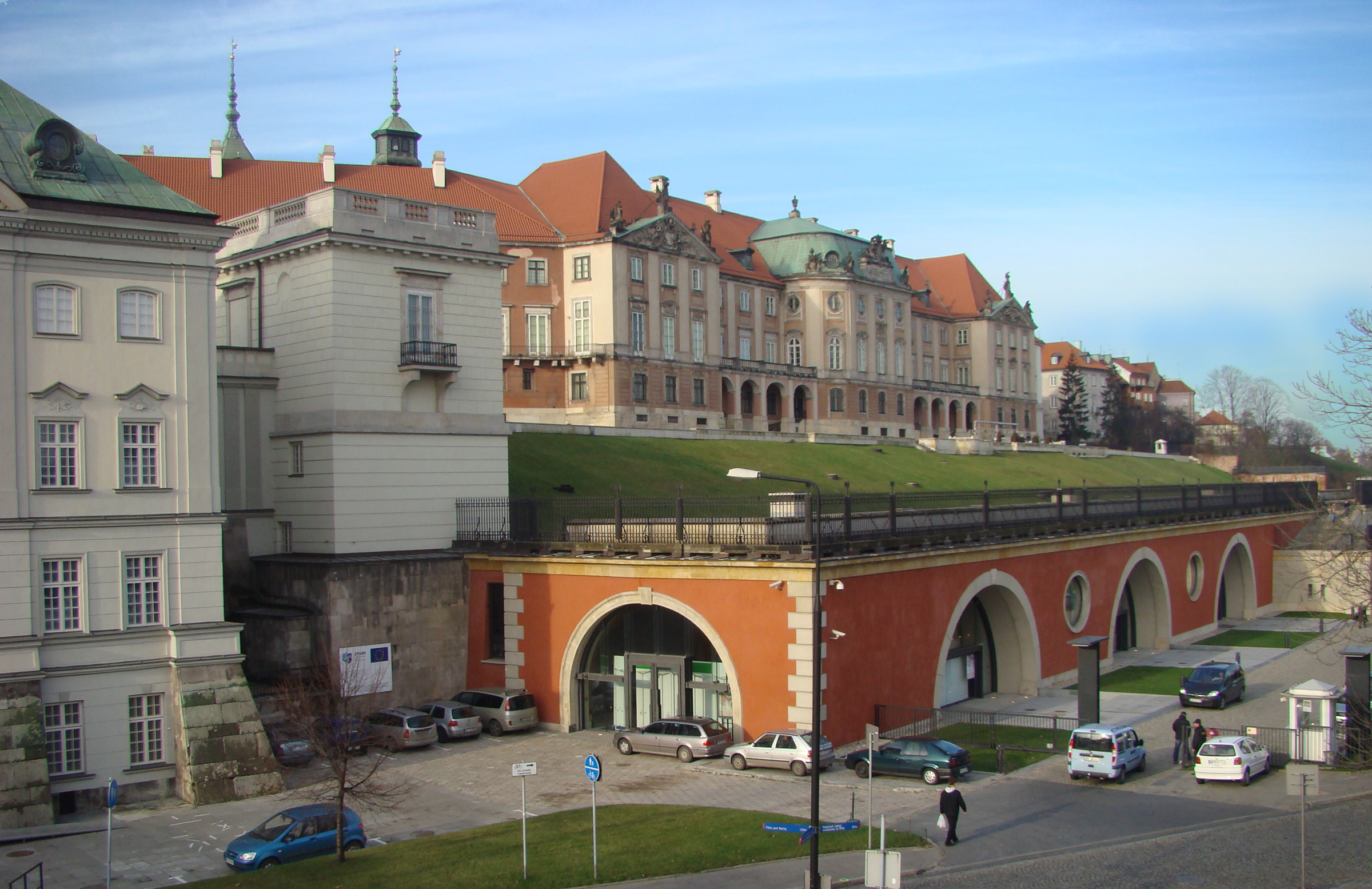
Arkady Kubickiego współcześnie

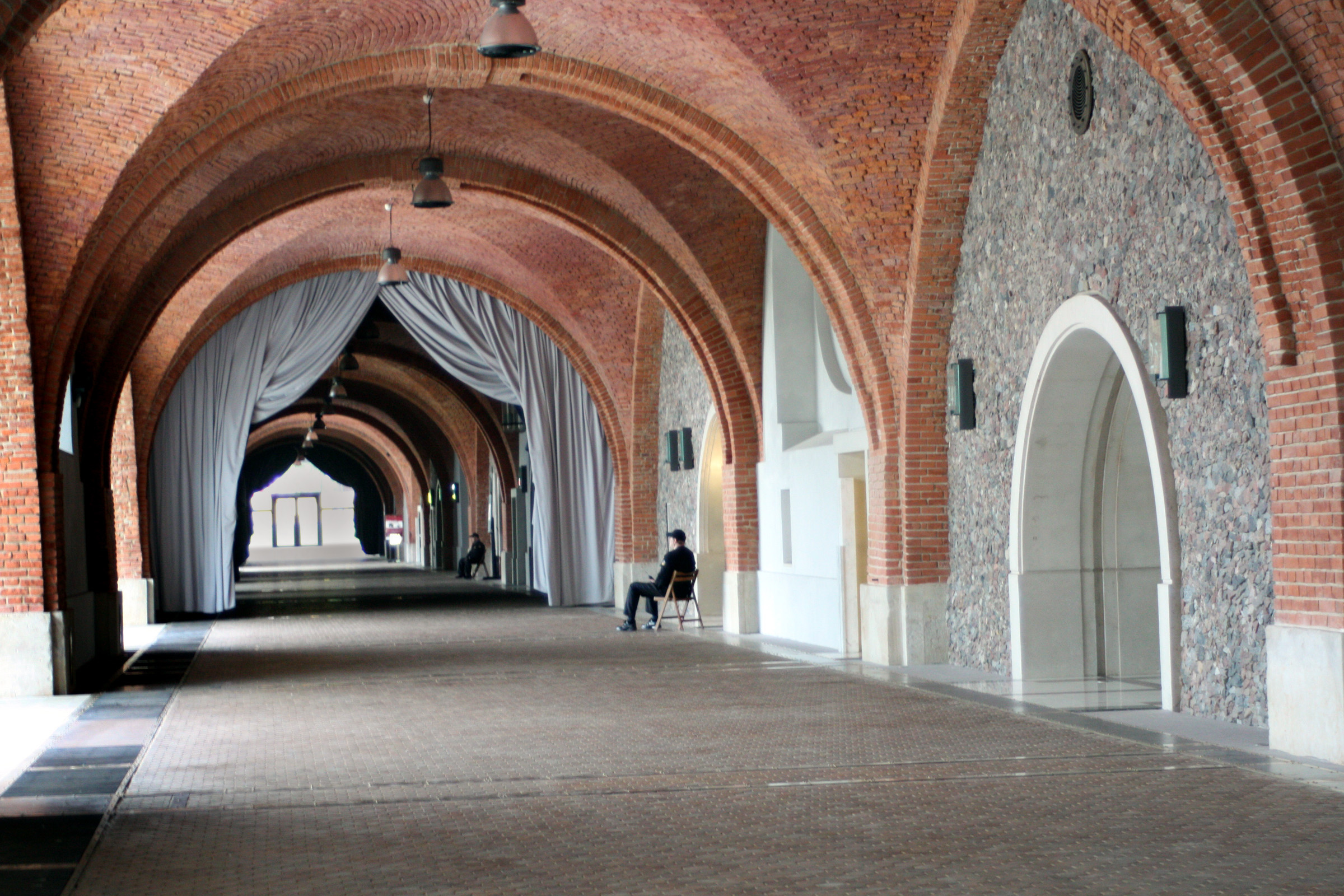
Wnętrze Arkad

Arkady Kubickiego – budowla wzniesiona w latach 1818–1821 według projektu polskiego architekta Jakuba Kubickiego, usytuowana na skarpie od wschodniej strony Zamku Królewskiego w Warszawie. Arkady Kubickiego były integralną częścią królewskiej rezydencji, komponując się z założeniem krajobrazowym ogrodów królewskich od strony Wisły.
Po długim okresie zaniedbań i dewastacji, zrealizowano w latach 1995–2006 projekt gruntownej odbudowy zabytkowego obiektu i zainstalowano schody ruchome łączące arkady z zamkiem. Docelowo główną funkcją Arkad Kubickiego ma stać się obsługa ruchu turystycznego (kasy, wejście do obiektu, pasaż handlowy oraz audytorium) a także miejsce wystaw i koncertów.

## Historia obiektu
Arkady Kubickiego były jedynie częścią większego projektu przebudowy Zamku Królewskiego w Warszawie autorstwa Jakuba Kubickiego, pochodzącego z lat 1816–1818, który nie został w całości zrealizowany z powodu braku funduszy w kasie Królestwa Kongresowego. Kubicki opracował projekt po mianowaniu w 1817 r. na stanowisko generalnego intendenta budowli królewskich przy Komisji Nadzoru Budowli Korony.
Budowla składała się z 7 ażurowych arkad, umieszczonych w ścianach nowego prostokątnego, parterowego budynku o długości 195 m i szerokości 9,5 m, nakrytego sklepieniem o układzie krzyżowym mającym 8,5 metra rozpiętości. Na wschodniej elewacji pomiędzy arkadami umieszczono szereg okrągłych okien, mających za zadanie oprócz funkcji dekoracyjnych, doświetlanie zacienionego wnętrza obiektu. Arkady Kubickiego zostały wykończone piaskowcem, z którego wykonano obramowania poszczególnych arkad, okrągłych okien, wieńczący budowlę gzyms wraz z balustradą oraz boniowanie.
Na środku budowli od strony wschodniej umieszczono przebiegające wzdłuż środkowej części elewacji w obie strony, monumentalne schody, które prowadziły na taras budowli poprzez wysunięty balkon, pełniący funkcję podestu. Kamienną balustradę tarasu dodatkowo wyposażono w ogrodzenie, składające się z zaostrzonych w górnej części prętów z kutej stali, którym dodatkowo osłonięto same arkady – ogrodzenie składało się z motywów ozdobnych przedstawiających rózgi liktorskie.
Po połączeniu obszaru sklepienia arkad z terenem znajdującym się tuż przed elewacją Zamku Królewskiego od strony Wisły, uzyskano taras o łącznych wymiarach 195 na 24 metry. Na tarasie wysypano 0,5 metra ziemi i posadzono drzewa oraz krzewy ozdobne, uzyskując w ten sposób obszerną przestrzeń spacerową z widokiem na rzekę i prawobrzeżną część miasta.
W 1831 r., po przegranej powstania listopadowego, Zamek Królewski stracił swój dotychczasowy status, przestając pełnić funkcje rezydencji królewskiej i miejsca zgromadzeń sejmowych. Armia rosyjska przejęła Arkady Kubickiego i po zamurowaniu otwartych przestrzeni arkad zamieniła budowlę w zamknięty obiekt, gdzie urządzono stajnię i koszary. W 1918 r., po odzyskaniu przez Polskę niepodległości, obiekt nadal był wykorzystywany w celach wojskowych.
II wojnę światową Arkady Kubickiego przetrwały w stanie nienaruszonym. Do lat 80. były ponownie użytkowane przez wojsko, stopniowo niszczejąc. Pierwsze ekspertyzy techniczne i przegląd obiektu wykonano dopiero na przełomie 1993 i 1994.
W latach 1994–2009 został przeprowadzony generalny remont. Ich rewitalizacja była dziełem prof. Stanisława Fiszera. Zrewitalizowano również założenia krajobrazowe i ogrody zamkowe. 1 kwietnia 2009 Arkady zostały otwarte dla zwiedzających.